# Orlando City B
Orlando City B, é um clube de futebol da cidade de Orlando, Flórida. O clube era uma subdivisão do Orlando City. Em 2020, o Orlando City encerrou temporariamente as atividades do seu clube reserva com o possível retorno da MLS Reserve Division.

## História
Com a transferência do Orlando City da USL para MLS em 2014, a equipe se tornou afiliada com o Louisville City FC. Em 2016, o Orlando City resolveu criar uma equipe própria na USL, assim como fizeram outras equipes como o Real Salt Lake, Portland Timbers e Los Angeles Galaxy. Com isso surgiu o Orlando City B.
A equipe estreou na USL em 2016, chegando as quartas de final, mas por ser uma equipe reserva, a equipe não pôde disputar a U.S. Open Cup.